# Тересва
Тере́сва (укр. Тересва) — посёлок в Тячевском районе Закарпатской области Украины. Административный центр Тересвянской поселковой общины.

## Географическое положение
Расположен в долине реки Тисы, у впадения в неё реки Тересвы, в 10 км от Тячева.

## Население
В январе 1989 года численность населения составляла 7204 человек.
По состоянию на 1 января 2013 года численность населения составляла 7594 человек.

### Языковой состав
Родной язык населения по данным переписи 2001 года:
| Язык       | Численность, чел. | Доля     |
| ---------- | ----------------- | -------- |
| Украинский | 7 382             | 97,72 %  |
| Русский    | 101               | 1,34 %   |
| Другие     | 71                | 0,94 %   |
| Итого      | 7 554             | 100,00 % |

## История
Село возникло в первой половине XIV века. Своё название поселение получило по наименованию реки, на берегу которой оно расположено.
В 1373 году Тересва была подарена венгерским королём волошскому воеводе.
По переписи 1715 года в селении насчитывалось 31 хозяйство, его жители занимались земледелием (выращивали в основном кукурузу и овес) и животноводством.
После начала первой мировой войны в 1914 году селение оказалось в прифронтовой зоне. После распада Австро-Венгрии в конце 1918 года Тересва осталась на территории Венгрии, но в апреле 1919 года её оккупировали румынские войска. В июне 1919 года их сменили чехословацкие войска и в дальнейшем селение оказалось в составе Чехословакии.
После Мюнхенского соглашения 1938 года обстановка в Чехословакии осложнилась, 15 марта 1939 года была провозглашена независимость Карпатской Украины, а за день до этого, 14 марта, венгерские войска начали наступление в Закарпатье, и Тересва оказалась в составе Венгрии.
24 октября 1944 года селение заняли части 17-го гвардейского стрелкового корпуса РККА, здесь был избран Народный комитет, и в 1945 году в составе Закарпатья она вошла в состав СССР.
С 1957 года — посёлок городского типа. В 1976 году здесь действовали деревообрабатывающий комбинат, ремонтно-механический завод и соко-винный завод.
В 1983 году население посёлка составляло 6,6 тыс. человек, здесь действовали деревообрабатывающий комбинат, ремонтно-механический завод, мельничный комбинат, соко-винный завод, тячевская райсельхозтехника, тячевская райсельхозхимия, нижний склад Усть-Чорнянского лесокомбината, дом быта, средняя школа, больница, Дом культуры, кинотеатр и пять библиотек.

## Транспорт
Тересва — узловая железнодорожная станция на линии Солотвино — Батево, от которой расходятся ветки к станциям Чоп, Солотвино и Кимпулунга (Румыния). До 1998 года существовала также узкоколейка к посёлку Усть-Чорна (разрушена в 1998 году в результате наводнения, разобрана полностью к 2003 году).
Также через посёлок проходит шоссе Ужгород — Рахов.

## Экономика
- железнодорожный пограничный контрольно-пропускной пункт «Тересва» на границе с Румынией, который находится в зоне ответственности Чопского пограничного отряда Западного регионального управления ГПСУ[9]. С 2007 пассажирское сообщение отсутствует, только грузовое.
- Ремонтно-механический завод (не работает)